# Țonevo, Varna
Țonevo (în bulgară Цонево) este un sat în comuna Dălgopol, regiunea Varna,  Bulgaria. 

## Demografie
Componența etnică a satului Țonevo
     Bulgari (28,95%)
     Turci (57,02%)
     Romi (7,04%)
     Nicio identificare (6,75%)
     Altele (0,2%)
La recensământul din 2011, populația satului Țonevo era de 2.383 locuitori. Din punct de vedere etnic, majoritatea locuitorilor (57,02%) erau turci, existând și minorități de bulgari (28,95%) și romi (7,04%). Pentru 6,75% din locuitori nu este cunoscută apartenența etnică.